# Rörtjärnen (Stigsjö socken, Ångermanland)
Rörtjärnen är en sjö i Härnösands kommun i Ångermanland och ingår i Gådeåns huvudavrinningsområde.